# Сергеев, Владимир Михайлович (хоккеист)
Владимир Михайлович Сергеев (17 января 1933 — 31 декабря 2006) — советский хоккеист, нападающий.

## Биография
Воспитанник клуба по хоккею с мячом «Зенит» Калининград. Выпускник московского «Спартака». Начинал играть в МВТУ (1952/53) и клубной команде «Спартака» (1953/54 — 1954/55). В сезоне 1954/55 дебютировал за «Спартак» в классе «Б», следующие четыре сезона провёл в его составе в классе «А». Играл в клубах чемпионата РСФСР «Механический завод» (Загорск, 1959/60) и «Труд» / «Вымпел» (Калининград МО, 1960/61 — 1965/66).